# Diiriye Guure
Diiriye Guure Garad (Buhoodle, 1860 – Taleh, 1920) è stato un generale somalo.
Capo tribale del clan somalo dei Dhulbahante, servì come comandante militare nello stato dei dervisci in Somalia durante la resistenza armata contro le forze del Regno Unito, dell'Italia e dell'Etiopia.